# Calyptra fasciata
Calyptra fasciata är en fjärilsart som beskrevs av Moore 1882. Calyptra fasciata ingår i släktet Calyptra och familjen nattflyn. Inga underarter finns listade i Catalogue of Life.